# ゼヴェリン・フロイント
- ゼフェリン・フロイント
- セヴェリン・フロイント

ゼヴェリン・フロイント（Severin Freund、1988年5月11日 - ）は、ドイツ、バイエルン州フライウング＝グラーフェナウ郡フライウング出身の元スキージャンプ選手である。

## プロフィール
フロイントは1993年からノルディック複合を始め、1995年に純ジャンプに転向した。2002年からアルペンカップやジュニア国際大会に出場した。
2003年2月にソレフティアで行われたノルディックスキージュニア世界選手権に初出場、個人戦30位、団体戦11位となった。
2004/05シーズンに初めてスキージャンプ・コンチネンタルカップに昇格したが2本目に進めたのは2005年1月14日の札幌（兼札幌オリンピック記念国際スキージャンプ競技大会）のみであった。
2007年12月22日にエンゲルベルクのラージヒルでスキージャンプ・ワールドカップにデビュー、
2008年1月6日のビショフスホーフェンで初ポイントを獲得し2月のノルディックスキージュニア世界選手権では団体で金メダルを獲得した。
2011年1月16日に札幌でワールドカップ初勝利、翌日も2位となると1月30日にヴィケルスンで2勝目、2011年ノルディックスキー世界選手権ではノーマルヒル個人7位、ノーマルヒル団体ではマルティン・シュミット、ミヒャエル・ウアマン、ミヒャエル・ノイマイアーとともに銅メダルを獲得、ラージヒル個人12位、ラージヒル団体4位となった。2010/11シーズンのワールドカップ総合は自己最高の7位となった。2011/12シーズンは優勝こそなかったものの2位に3回入るなどして総合8位となった。
2012/13シーズンは開幕戦で2シーズンぶりの優勝をするなど序盤は好調だったが中盤に入り2本目に進めない（1本目で31位以下）試合もあるなど調子を落としたが2013年ノルディックスキー世界選手権ではノーマルヒル個人4位、ラージヒル個人9位、混合団体ではウルリケ・グレッスラー、リヒャルト・フライターク、カリーナ・フォークトとともに銅メダル、ラージヒル団体ではアンドレアス・ヴァンク、ミヒャエル・ノイマイアー、リヒャルト・フライタークとともに銀メダルを獲得した。シーズン総合は自己最高の4位となった。
2013/14シーズンは開幕から好調だったが、エンゲルベルクでは2本目に進めず、スキージャンプ週間は総合16位など調子を落とした。その後、ヴィリンゲンで2戦連続2位となって調子をあげてオリンピックに臨んだ。
2014年ソチオリンピックでは個人ノーマルヒルの1本目に転倒し31位に終わった。個人ラージヒルではメダルに一歩及ばない4位。アンドレアス・ヴァンク、マリヌス・クラウス、アンドレアス・ウェリンガーと組んだ団体では4番手を飛び、チーム合計1041.1ポイントで金メダルを獲得した。オリンピック後のスキーフライング選手権で金メダルを獲得。ワールドカップシーズン総合でも3位に入った。
2014/15シーズンは2月に入るとパフォーマンスは全開となり、2015年ノルディックスキー世界選手権では個人ラージヒルと混合団体で金メダル、個人ノーマルヒルで銀メダルを獲得、更に3月にはワールドカップ4連勝するなどしてワールドカップ総合首位を走った。最終戦の結果でスロベニアのペテル・プレヴツと同点となったが勝利数の差(9対3)でワールドカップ総合のタイトルを獲得した。ドイツ勢のワールドカップ総合優勝は1999/2000シーズンのマルティン・シュミット以来である。
2017年に十字靭帯断裂によりワールドカップを離脱。2018年に復帰するが今度は半月板の手術で再度離脱した。2020年にワールドカップに復帰し、2021年ノルディックスキー世界選手権では男子団体金メダルのメンバーとなった。
2021/22年シーズンはワールドカップ開幕時のドイツ代表メンバーから外れ、ジャンプ週間からワールドカップに復帰したが北京オリンピック代表メンバーからは落選した。オリンピック後のワールドカップにフル出場し総合30位でシーズンを終えて、2021/22年シーズン限りで引退したことを表明した。